# Сан Прокопио
Сан Прокопио (итал. San Procopio) је насеље у Италији у округу Ређо ди Калабрија, региону Калабрија.
Према процени из 2011. у насељу је живело 514 становника. Насеље се налази на надморској висини од 352 м.

## Становништво
Према резултатима пописа становништва 2011. у општини је живело 539 становника.
| 1931. | 1936. | 1951. | 1961. | 1971. | 1981. | 1991. | 2001. | 2011. |
| ----- | ----- | ----- | ----- | ----- | ----- | ----- | ----- | ----- |
| 1.336 | 1.405 | 1.523 | 1.208 | 876   | 738   | 708   | 617   | 539   |